# 樫本大進
樫本 大進（かしもと だいしん、1979年〈昭和54年〉3月27日 - ）は、日本のヴァイオリニスト。
ベルリン・フィルハーモニー管弦楽団第1コンサートマスター。ドイツ在住。ベルリン・フィルのコンマス就任前の、各種コンクールでの受賞歴や、ソリストとしての演奏活動も広く知られる。妻はマリンバ奏者の出田りあ。

## 人物・来歴

### 幼少時代
住友重機械工業造船部門に勤務していた父の赴任先であったロンドンで生まれる。
3歳からヴァイオリンを始め、恵藤久美子に師事した。父の転勤により、ニューヨークへ移り、7歳でジュリアード音楽院プレカレッジに入学し、田中直子に師事した。

### ドイツ留学以降
1990年（平成2年）、11歳の時にリューベック音楽大学（ドイツ語: Musikhochschule Lübeck）で教鞭を執っていたザハール・ブロンに招かれ、リューベックへ移り、ドイツのギムナジウムに通いながら同音楽院の特待生としてブロンにヴァイオリンを師事した。同年、第4回・バッハ・ジュニア音楽コンクールで第1位を獲得し、以後、1991年（平成3年）のリピンスキ・ヴィエニヤフスキ国際コンクール・ジュニア部門で第3位、1993年（平成5年）のユーディ・メニューイン国際コンクール・ジュニア部門で第1位、1994年（平成6年）の第3回・ケルン国際ヴァイオリン・コンクール]で第1位をそれぞれ獲得した。
1995年（平成7年）、日本でアリオン賞を受賞した後も、1996年（平成8年）にはフリッツ・クライスラー国際コンクールで第1位、ロン＝ティボー国際コンクールでは、史上最年少で第1位を獲得した。1997年（平成9年）10月、ギムナジウム高校課程を修了し、リューベック音楽院に正式に入学した。同年、日本でモービル音楽賞を受賞。1998年（平成10年）、芸術選奨新人賞受賞。
19歳までブロンに師事したが、1999年（平成11年）にフライブルク音楽大学に移り、ベルリン・フィルハーモニー管弦楽団のコンサートマスターを務めていたライナー・クスマウル（英語: Rainer Kussmaul）に師事する。また、同年、ニューヨークのソニー・クラシカルとレコーディング契約を結び、デビューアルバムが発売された。2002年（平成14年）、NHK大河ドラマ「利家とまつ〜加賀百万石物語〜」の音楽でヴァイオリンを担当した。2004年（平成16年）、パリとウィーンでメンデルスゾーンのもう一つのヴァイオリン協奏曲であるニ短調を演奏して話題となった。
1996年（平成8年）12月、フォーバルスカラシップ・ストラディヴァリウス・コンクールで優勝し、1697年製ストラディヴァリウス「レインヴィル」の2年間の貸与を受けた。1998年（平成10年）、日本音楽財団から1722年製ストラディバリウス「ジュピター」の貸与を受けた。

### 2005年以降
2005年（平成17年）春に音楽院を修了し、本格的なプロ活動に入った。同年、日本でリサイタル・ツアーを行った。日本でのマネージメントはジャパン・アーツと契約している。使用楽器は、1674年製アンドレア・グァルネリ。
2007年（平成19年）10月、幼い頃から毎年のように訪れていた母の故郷という縁もある兵庫県赤穂市において、市民手づくりの「赤穂国際音楽祭〜Le Pont 2007〜」を開催、音楽監督を務める。以後、姫路国際音楽祭と隔年で開催されていたが2012年（平成24年）よりル・ポン国際音楽祭 赤穂・姫路（英語: Le Pont International Music Festival Ako ＆ Himeji）として赤穂、姫路両市による共催となった。マリンバ奏者の出田りあと結婚。
2009年（平成21年）9月、ベルリン・フィルハーモニー管弦楽団第1コンサートマスターに内定。2010年（平成22年）12月、試用期間を経て、ベルリン・フィルハーモニー管弦楽団第1コンサートマスターに、ベルリン・フィルで長くコンマスを務めた安永徹よりも1歳若い31歳で正式就任。
2011年（平成23年）5月、CHANGEMAKERS OF THE YEAR 2011 クリエーター部門受賞。
2017年（平成29年）3月、第39回・姫路市芸術文化賞を受賞。

## ディスコグラフィー
- Internationaler Andante Violonwettbewerb Koln 1994
1994年のケルン国際ヴァイオリン・コンクールのライブ
- Concours International Long-Thibaud ville de Paris Finale Recital Violin 1996 
1996年のロン＝ティボー国際コンクールのライブ
- DAISHINデビュー（1999年9月）
- パッショナータ（2001年9月）
- ベートーヴェン：ヴァイオリン・ソナタ第5番「春」、フランク：ヴァイオリン・ソナタ（2004年11月）
『デビュー』『パッショナータ』からの抜粋
- ブラームス：ヴァイオリン協奏曲ニ長調 作品77（2007年2月）